# 王守信 (少将)
王守信（？—），男，海军少将军衔，曾任中共广东省委常委、广东省军区政委。

## 生平
2016年5月，海军大校军衔晋升为海军少将军衔。
2018年，任中国人民解放军广东省军区政委。
2021年，任中共广东省委委员、常委，省军区政委。